# Antonio Ghiardello
Antonio Ghiardello (Santa Margherita Ligure, 21 marzo 1898 – Roma, 4 gennaio 1992) è stato un canottiere italiano, medaglia di bronzo nella gara del quattro senza di canottaggio ai Giochi olimpici di Los Angeles 1932 e di altre quattro medaglie ai Campionati europei.

## Carriera
Dopo il bronzo di Los Angeles 1932, sempre nel quattro senza, si classificò al 4º ai Giochi olimpici di Berlino 1936.

## Palmarès
| Anno | Manifestazione     | Sede        | Evento        | Risultato |
| ---- | ------------------ | ----------- | ------------- | --------- |
| 1932 | Giochi olimpici    | Los Angeles | Quattro senza | Bronzo    |
| 1926 | Campionati europei | Lucerna     | Quattro con   | Oro       |
| 1927 | Campionati europei | Como        | Quattro con   | Oro       |
| 1931 | Campionati europei | Parigi      | Quattro con   | Oro       |
| 1934 | Campionati europei | Lucerna     | Otto          | Bronzo    |